# Мранькка, Никифор Фёдорович
Ники́фор Фёдорович Мранькка́ (настоящая фамилия Моранько́в; 9 [22] июня 1901, д. Пиндиково, Казанская губерния — 20 февраля 1973, Чебоксары) — чувашский драматург, прозаик и сценарист, редактор. В Союзе писателей СССР с 1939 года.

## Биография
Окончил церковно-приходскую школу; с 1913 года работал вёсельщиком, чернорабочим, матросом, грузчиком леса.
С октября 1918 года в рядах 1-го революционного полка им. Минского Совета (впоследствии — 237-й полк им. Минского Совета) 27-й дивизии 5-й армии воевал против Колчака на Восточном фронте. В 1922 году самовольно покинул часть и вернулся домой, за что был осуждён на один год. После двух месяцев заключения был освобождён по амнистии, продолжал служить. Демобилизован в 1923 году, вернулся в Пиндиково.
Работал лесорубом, лесосплавщиком. С марта 1925 года — председатель сельского Совета, с мая 1926 года — член коллегии Народного Комиссариата Чувашской АССР. С 1927 года работал инструктором Высшего исполнительного комитета Чувашской АССР. С 1928 года — председатель Главной земельной комиссии.
В 1931 году окончил годичные курсы киносценаристов при Институте кинематографии в Москве, затем до 1938 года работал сценаристом студии «Чувашкино». В 1933—1938 годах — директор чувашской студии «Союзкинохроника»; в 1938—1942 годах редактор газеты чув. «Ленин ялвёпе» («Со знаменем Ленина»).
С марта 1942 года служил политработником в Красной Армии; в боевых действиях не участвовал. После войны — заведующий отделом агитации и пропаганды Козловского райкома партии, заведующий отделом культурных учреждений Исполкома районного Совета.
12 февраля 1950 года выступил с критикой первого секретаря Козловского райкома партии Имуллина, после чего 19 июля 1950 года был исключён из партии, а затем осуждён на десять лет лишения свободы. В октябре 1956 года Пленум Верховного Суда СССР прекратил дело производством за отсутствием состава преступления.
Умер после хирургического вмешательства. Похоронен в Козловке.

### Семья
Дочь — Ирина (в замужестве Кириллова), окончила Чувашский педагогический институт, после чего переехала в Казахстан;
сын — Виталий, учился в Чувашском педагогическом институте, затем (после ареста отца) — в Одесском университете.

## Творчество
Первые публикации — очерки, фельетоны, рассказы.
Первая пьеса «Эля» была поставлена в Чувашском театре в Чебоксарах в 1929 году. Затем последовали «Тӳнтерлене хирĕç» (Против двусмысленности), «Виççĕшĕ те пĕр калăпран» (Все трое из одного теста).
Избранные произведения
- «Итлĕр», («Внемлите» : драма, 1930)
- «Аван пурăнатпăр» («Хорошо живём» : пьеса, 1938)
- «Бурлаксем» («Бурлаки» : пьеса, 1941)
- «Ĕмĕр сакки сарлака» («Век прожить — не поле перейти»[3] : роман, 5 томов (6-й том не закончен), 1959—1980)

Сценарии
- 1932 «Асту» (Помни).

## Награды и признание
- Почётная грамота Президиума Верховного Совета Чувашской АССР (1971).

## Память
- памятник на улице 30 лет Победы в Козловке

## О написании имени (псевдонима) писателя
Фамилия писателя — Мораньков. Отсюда псевдоним Мранькка. Двойное -кк- появляется потому, что иначе, по правилам чувашской орфографии и орфоэпии, пришлось бы произнести соответствующий звук звонко, ибо он находится между сонорным и гласным звуками — [Мраньга]. А это не соответствует действительности. К сожаленью, этот момент не всегда учитывется, потому что все находятся под влиянием написания подлинной фамилии Мораньков, где, действительно, одна буква -к-. Есть случаи и правильного написания.